# ناحیه برلی، میشیگان
ناحیه برلی (به انگلیسی: Briley Township) یک منطقهٔ مسکونی در ایالات متحده آمریکا است که در شهرستان مونمورانسی، میشیگان واقع شده‌است.
 ناحیه برلی ۱۸۲٫۲ کیلومتر مربع مساحت و ۲٬۰۲۹ نفر جمعیت دارد.